# Луан Перес
Луан Перес Петроні (порт. Luan Peres Petroni; нар. 19 липня 1994, Сан-Паулу) — бразильський футболіст, захисник клубу «Сантус».

## Ігрова кар'єра
Народився 19 липня 1994 року в місті Сан-Паулу. Вихованець футбольної школи клубу «Португеза Деспортос». Дорослу футбольну кар'єру розпочав 2015 року в основній команді того ж клубу, в якій провів один сезон, взявши участь у 15 матчах чемпіонату.
Своєю грою за цю команду привернув увагу представників тренерського штабу клубу «Санта-Круз» (Ресіфі), до складу якого приєднався 2016 року. Відіграв за команду з Ресіфі наступний сезон своєї ігрової кар'єри.
Згодом з 2017 по 2017 рік грав у складі команд «Ред Булл Бразил» та «Ітуано».
2017 року уклав контракт з клубом «Понте-Прета», у складі якого провів наступний рік своєї кар'єри гравця.
З 2018 року жодного сезонів захищав кольори «Флуміненсе».
До складу клубу «Брюгге» приєднався 2018 року. Провівши 12 матчів у бельгійській першості, наступного року повернувся на батьківщину, приєднавшись на умовах оренди до команди «Сантус».

## Титули і досягнення
- Володар Суперкубка Бельгії (1):

«Брюгге»: 2018
- Володар Кубка Туреччини (1):

«Фенербахче»: 2022-23